# Ak Bars Kazan
Ak Bars Kazan (tatarisk: Ак Барс Казан) er en professionel russisk ishockeyklub fra Kazan, der spiller i den Kontinentale Hockey-Liga (KHL), hvor den har vundet Gagarin-pokalen tre gange, i sæsonerne 2008-09, 2009-10 og 2017-18. 
Klubben har været blandt Ruslands bedste ishockeyklubber siden midten af 1990'erne og har bl.a. vundet fire russiske mesterskaber. Ak Bars har spillet med i den Kontinentale Hockey-Liga siden dens etablering i 2008, og har i de syv første sæsoner kvalificeret sig til slutspillet om Gagarin-pokalen hvert eneste år.

## Historie
Klubben blev grundlagt i 1956 under navnet Masjstroj Kazan, som blev ændret til SK Uritskogo Kazan, da den trådte ind i den sovjetiske ishoskeyliga i 1958. I 1962 rykkede klubben for første gang op i den bedste sovjetiske række, Klasse A. Holdet startede sæsonen med at vinde 6 af de første 19 kampe men gik derefter ned med flaget og endte med at blive nedrykket igen.
Fra det tidspunkt manifesterede SK Uritskogo Kazan sig som et stabilt stærkt hold i Sovjetunionens næstbedste række, hvor det opnåede et af de højeste scoringsgennemsnit i 1960'erne og 1970'erne.
SK Uritskogo Kazans mest succesrige periode indtraf i slutningen af 1970'erne og begyndelsen af 1980'erne. Holdet blev anført af Sergej Stolbun, målræven Gennadij Maslov, som kortvarigt spillede for Krylja Sovetov Moskva, og som i 1982-83 satte klubrekord med 140 point i 76 kampe, samt Ravil Sjavalejev, der blev anset som en af de bedste forsvarspillere nogensinde fra Tatarstan. I denne periode var Kazan blandt ligaens tophold men mislykkedes år efter år med at sikre sig opkning til ligaens bedste række, Vyssjaja Liga.
Efter Sovjetunionens opløsning blev klubben til Itil Kazan, der deltog i den Internationale Hockey-Liga. Det var imidlertid med begrænset succes, og i 1991 og 1992 undgik holdet kun lige akkurat nedrykning til Vyssjaja Liga.
Etableringen af Ruslands Superliga (RSL) i 1996 blev startskuddet til ishockeyens guldalder i Tatarstan. Klubben blev nu kaldt Ak Bars Kazan efter tatarernes traditionelle symbol, sneleoparden. Klubben drog nytte af ressource-boomet i Ural og startede sin historie på højeste niveau ved at vinde sin division i både 1996-97 og 1997-98 samt også slutspillet i 1998. Holdet blev nr. 2 i ligaen i 1999-2000 og 2001-02. I denne periode udviklede klubben bl.a. spillerne Denis Arkhipov og Danis Zaripov.
I sæsonen 2004-05 skrev Ak Bars Kazan kontrakt med 11 NHL-spillere, herunder de russiske superstjerner Aleksej Kovalev og Ilja Kovaltjuk samt canadierne Vincent Lecavalier og Dany Heatley, i et forsøg på at fejre Kazans 1000 års byjubilæum med et mesterskab. Det lykkedes imidlertid ikke, eftersom mangel på kontinuitet og kemi medførte, at holdet kun sluttede grundspillet på fjerdepladsen og blev slået ud i første runde af slutspillet af Lokomotiv Jaroslavl.
Den efterfølgende sæson dominerede Ak Bars Kazan ligaen og vandt mesterskabet anført af en storslået indsats af Aleksej Morozov. I 2006-07 var Kazan-holdet bedst i grundspillet med 35 sejre i 54 kampe men tabte i slutspilsfinalen til Metallurg Magnitogorsk.
De seneste år er Ak Bars blevet anført af "ZZM-kæden" med Sergej Zinovjev, Danis Zaripov og Aleksej Morozov, der har etableret sig som en af de mest toneangivende angrebskæder i moderne tid. Kombineret med rutinerede spillere som f.eks. Vitalij Prosjkin og Vladimir Vorobjev, samt udlændinge som eksempelvis Ray Giroux, Petr Čajánek og Jukka Hentunen, har Kazan formået at forblive tophold i ligaen. Klubben er dog også blevet kritiseret for at mangle stabilitet og for at basere sig for meget på stjernespillere såsom Morozov.
Ak Bars Kazan er rivaler med Lokomotiv Jaroslavl og naboklubben Salavat Julajev Ufa. I 1990'erne havde den endvidere en stærk rivalisering med Dynamo Moskva.

## Titler og bedrifter

### Sovjetisk mesterskab

#### Klasse B /Første Liga(niveau 2)
- Vinder (1): 1961-62, 1984-85, 1988-89 (vest-zonen).

#### Anden Liga(niveau 3)
- Vinder (1): 1975-76.

### Russisk mesterskab
- Vinder (4): 1997-98, 2005-06, 2008-09, 2009-10.
- Nr. 2 (3): 1999-2000, 2001-02, 2006-07.
- Nr. 3 (1): 2003-04.

### KHL

#### Gagarin-pokalen
- Vinder (3): 2008-09, 2009-10, 2017-18.
- Finalist (1): 2014-15.
- Konferencefinalist (3): 2012-13, 2016-17, 2020-21.

#### Divisionstitler
- Vinder af Tjernysjov-divisionen (1): 2008-09.
- Vinder af Kharlamov-divisionen (7): 2010-11, 2012-13, 2014-15, 2017-18, 2019-20, 2020-21, 2022-23.

### Europæiske bedrifter
Mesterholdenes Europa Cup i ishockey
- Vinder (1): 2006-07.

IIHF Continental Cup
- Vinder (1): 2007-08.
- Nr. 3 (1): 1999-2000.

## Trænere
- Anatolij Muravjov (1956–65, 1966–68)
- Ismail Milusjev (1965–66, 1968–71)
- Jevgenij Jegorov (1971–75)
- Vladimir Andrejev (1975–78)
- Vladimir Vasiljev (1978–82)
- Oleg Goljamin (1982–84)
- Gennadij Zygurov (1984–87)
- Vitalij Stajn (1987–88)
- Vsevolod Jelfimov (1988–91, 1994–95)
- Jurij Otjnev (1991–92)
- Vladimir Gusev (1992)
- Viktor Kusnetsov (1992–94)
- Jurij Moisejev (1995–99, 2001–02)
- Vladimir Krikunov (1999–2001, 2011–12)
- Vladimir Pljusjtjev (2002–03)
- Vladimír Vůjtek (2003–04)
- Zinetula Biljaletdinov (2004–11, 2014–)
- Valerij Belov (2012–14)